# EGEA (stowarzyszenie)
EGEA (European Geography Association for Students and Young Geographers, Europejskie Stowarzyszenie Młodych Geografów i Studentów Geografii) – organizacja tworząca sieć skupiającą studentów geografii z 36 głównie europejskich krajów. Stowarzyszenie ma za cel wspomagać rozwój młodych geografów poprzez możliwość poznania innych krajów i kultury rówieśników w nich żyjących, a także poprzez wymianę wiedzy geograficznej między nimi. Cele te są realizowane poprzez organizacje kongresów, wymian studenckich pomiędzy entities, warsztatów, wycieczek, a także poprzez wydawanie publikacji.
Sekretariat i serwery stowarzyszenia mieszczą się na Uniwersytecie w Utrechcie w Holandii.
Platformą komunikacji jest strona internetowa stowarzyszenia, a językiem używanym do komunikacji w organizacji jest język angielski.

## Motto
Mottem EGEA jest Experience Geography, Explore Europe (Doświadczaj Geografii, Odkrywaj Europę). Opisuje ono ducha organizacji, by przez wymiany, wycieczki, kongresy i seminaria uzupełniać wiedzę geograficzną zdobywaną na uczelniach oraz poznawać Europę z jej wielością kultur i zawiązywać przyjaźnie z młodymi geografami z innych krajów.

## Działalność

### Wymiany studenckie
Podstawowa, najpowszechniejsza działalność w EGEA. Zazwyczaj polega ona na przyjęciu przez jedno entity kilku, kilkunastu studentów z innego entity. Zwiedzają oni interesujące miejsca i poznają odwiedzany region, a poprzez kontakt z gospodarzami poznają kulturę, zwyczaje i naturę zamieszkujących go ludzi. Młodzi ludzie z przyjmującego entity zapewniają wyżywienie, zakwaterowanie i program dla gości. W założeniu nie powinni oni ponieść żadnych kosztów, poza, ewentualnymi, kosztami transportu. Później dochodzi do odwzajemnienia wizyty i odwiedzające entity przyjmuje przedstawicieli swoich niedawnych gospodarzy.

### Kongresy
Co roku jest organizowane pięć kongresów. Na wiosnę odbywają się cztery Kongresy Regionalne w każdym z czterech regionów. Kongres Roczny skupiający uczestników z całej EGEA odbywa się zazwyczaj we wrześniu. W trakcie kongresu zawsze są organizowane wykłady naukowe i sympozja (zarówno zaproszonych gości, jak i samych uczestników), warsztaty i wycieczki.

### Seminaria, letnie i zimowe szkoły, narodowe weekendy
Organizowane kilka razy w roku przez różne entity seminaria i letnie lub zimowe szkoły pozwalają poszerzyć swoją wiedzę z różnych dyscyplin geografii. Narodowe weekendy prezentują walory i charakterystykę regionów w których się odbywają. W tych wydarzeniach równie ważne są naukowe, jak i nieformalne płaszczyzny.

### „European Geographer”
EGEA wydaje magazyn, w którym członkowie mają możliwość publikować swoje prace.

## Historia
W kwietniu 1987 r. czterech studentów geografii z Warszawy, Barcelony, Wiednia i Utrechtu uczestniczących w X Spotkaniu Studentów Geografii i Młodych Geografów Hiszpańskich w Leon wpadło na pomysł powołania organizacji wspomagającej wymianę wiedzy geograficznej pomiędzy studentami z różnych europejskich krajów. Pragnęli oni stworzyć organizację ułatwiającą przepływ informacji, ale i wymiany studenckie o charakterze naukowym i kulturalnym. Stowarzyszenie oficjalnie powstało rok później pod nazwą EUROGEO z siedzibą w Utrechcie. Podczas Pierwszego Kongresu Rocznego w Zaborowie k. Warszawy w lutym 1989 r. zmieniono nazwę na EGEA. Od tamtej pory organizacja dynamicznie się rozwija poszerzając spektrum swoich działań.

## Struktura
Podstawową jednostką działania w organizacji są tzw. entities (ang. jednostki; l.poj. entity) – lokalne ośrodki. Są one tworzone przez środowiska studentów i doktorantów geografii przy różnych uniwersytetach. Mogą one powstać samodzielnie lub przy lokalnej organizacji studenckiej (np. przy kole naukowym). Entities są pogrupowane w cztery regiony: Północny i Bałtycki, Wschodni, Zachodni i Euro-Śródziemnomorski. Każdy z nich posiada swoje Osoby Kontaktowe, które koordynują działania na swoim obszarze. W maju 2014 r. funkcjonowało 88 entities. Dodatkowo członkowie EGEA mogą uczestniczyć w pracach wyspecjalizowanych Komitetów.

### Region Północny i Bałtycki
Region ten obejmuje kraje skandynawskie i kraje wschodu morza bałtyckiego: Danię, Norwegię, Finlandię, Estonię, Łotwę i Litwę i północno-zachodnią Rosję.
| Entity           | Kraj      |
| ---------------- | --------- |
| Bergen           | Norwegia  |
| Helsinki         | Finlandia |
| Joensuu          | Finlandia |
| Królewiec        | Rosja     |
| Kopenhaga        | Dania     |
| Oslo             | Norwegia  |
| Oulu             | Finlandia |
| Ryga             | Łotwa     |
| Sankt-Petersburg | Rosja     |
| Tallin           | Estonia   |
| Tampere          | Finlandia |
| Tartu            | Estonia   |
| Trondheim        | Norwegia  |
| Wilno            | Litwa     |

### Region Wschodni
Jest to największy powierzchniowo region EGEA. Obejmuje on entities z Polski, Ukrainy, większej części Rosji, Mołdawii, Rumunii, Bułgarii, Węgier, Słowacji, Czech, Białorusi i Gruzji.
| Entity           | Kraj     |
| ---------------- | -------- |
| Archangielsk     | Rosja    |
| Bratysława       | Słowacja |
| Brno             | Czechy   |
| Budapeszt        | Węgry    |
| Bukareszt        | Rumunia  |
| Gdańsk           | Polska   |
| Gruzja           | Gruzja   |
| Jassy            | Rumunia  |
| Iżewsk           | Rosja    |
| Kluż-Napoka      | Rumunia  |
| Kraków           | Polska   |
| Kijów            | Ukraina  |
| Lwów             | Ukraina  |
| Mińsk            | Białoruś |
| Mołdawia         | Mołdawia |
| Moskwa           | Rosja    |
| Ołomuniec        | Czechy   |
| Olsztyn          | Polska   |
| Pecz             | Węgry    |
| Poznań           | Polska   |
| Praga            | Czechy   |
| Syhot Marmaroski | Rumunia  |
| Sosnowiec        | Polska   |
| Segedyn          | Węgry    |
| Timișoara        | Rumunia  |
| Toruń            | Polska   |
| Twer             | Rosja    |
| Warszawa         | Polska   |
| Władykaukaz      | Rosja    |
| Wrocław          | Polska   |

Kursywą zaznaczono entities kandydujące do pełnego członkostwa.

### Region Zachodni
Jest to najliczniejszy region EGEA. Obejmuje on Wielką Brytanię, kraje Beneluxu, Niemcy, Szwajcarię i Austrię.
| Entity    | Kraj            |
| --------- | --------------- |
| Akwizgran | Niemcy          |
| Amsterdam | Holandia        |
| Augsburg  | Niemcy          |
| Berlin    | Niemcy          |
| Berno     | Szwajcaria      |
| Bonn      | Niemcy          |
| Bruksela  | Belgia          |
| Erlangen  | Niemcy          |
| Gandawa   | Belgia          |
| Getynga   | Niemcy          |
| Graz      | Austria         |
| Groningen | Holandia        |
| Hanower   | Niemcy          |
| Jena      | Niemcy          |
| Kilonia   | Niemcy          |
| Kolonia   | Niemcy          |
| Leicester | Wielka Brytania |
| Leuven    | Belgia          |
| Moguncja  | Niemcy          |
| Marburg   | Niemcy          |
| Monachium | Niemcy          |
| Münster   | Niemcy          |
| Nijmegen  | Holandia        |
| Pasawa    | Niemcy          |
| Trewir    | Niemcy          |
| Tybinga   | Niemcy          |
| Utrecht   | Holandia        |
| Wiedeń    | Austria         |
| Zurych    | Szwajcaria      |

Kursywą zaznaczono entities kandydujące do pełnego członkostwa.

### Region Euro-Śródziemnomorski
Ten region grupuje wszystkie kraje leżące wokół Morza Śródziemnego. Działają entities w Portugalii, Hiszpanii, Włoszech, Malcie, Słowenii, Chorwacji, Serbii, Bośni i Hercegowinie, Albanii, Macedonii, Grecji, Turcji, Izraelu i Francji.
| Entity      | Kraj                 |
| ----------- | -------------------- |
| Ateny       | Grecja               |
| Banja Luka  | Bośnia i Hercegowina |
| Barcelona   | Hiszpania            |
| Belgrad     | Serbia               |
| Izrael      | Izrael               |
| Izmir       | Turcja               |
| Koper       | Słowenia             |
| La Rochelle | Francja              |
| Lizbona     | Portugalia           |
| Lublana     | Słowenia             |
| Madryt      | Hiszpania            |
| Malta       | Malta                |
| Maribor     | Słowenia             |
| Minho       | Portugalia           |
| Mitylena    | Grecja               |
| Mostar      | Bośnia i Hercegowina |
| Nowy Sad    | Serbia               |
| Rzym        | Włochy               |
| Sewilla     | Hiszpania            |
| Skopje      | Macedonia            |
| Tirana      | Albania              |
| Walencja    | Hiszpania            |
| Zagrzeb     | Chorwacja            |

Kursywą zaznaczono entities kandydujące do pełnego członkostwa.

## Partnerzy
EGEA współpracuje z takimi organizacjami jak Europejskie Stowarzyszenie Geografów (EUROGEO), GeoDACH, IAAS, Nieformalne Forum Międzynarodowych Organizacji Studenckich (IFISO), brukselski think tank ThinkYoung, StudyPortals, Hostelworld.com, Vistaprint. Sponsorami EGEA są: ESRI, Uniwersytet w Utrechcie, Program UE “Youth in Action”, Rada Europy, European Youth Foundation (EYF).